# Легка атлетика на Літній універсіаді 2019
Змагання з легкої атлетики на Літній універсіаді 2019 були проведені з 8 по 13 липня в Неаполі на спеціально оновленому для цих змагань стадіоні «Сан-Паоло».
За регламентом змагань, до участі у змаганнях від кожної країни допускались спортсмени у віці 18-25 років, які виконали встановлені кваліфікаційні нормативи та які є студентами вищого навчального закладу або отримали в 2018 чи 2019 диплом про його закінчення.

## Призери

### Чоловіки
| Дисципліни                               | Золото                                                       | Золото     | Срібло                                                         | Срібло     | Бронза                                                            | Бронза     |
| ---------------------------------------- | ------------------------------------------------------------ | ---------- | -------------------------------------------------------------- | ---------- | ----------------------------------------------------------------- | ---------- |
| 100 метрів                               | Паулу Андре Камілу Бразилія                                  | 10,09      | Чедерік ван Вік ПАР                                            | 10,23      | Родрігу ду Насіменту Бразилія                                     | 10,32      |
| 200 метрів                               | Паулу Андре Камілу Бразилія                                  | 20,28 PB   | Чедерік ван Вік ПАР                                            | 20,44 PB   | Маркус Ловлер Ірландія                                            | 20,55      |
| 400 метрів                               | Валенте Фалькон Мексика                                      | 45,63 PB   | Михайло Литвин Казахстан                                       | 45,77 SB   | Гордео Едвардс Айзекс ПАР                                         | 45,89      |
| 800 метрів                               | Мохамед Бельбахір Алжир                                      | 1.47,02 PB | Моад Загафі Марокко                                            | 1.47,64    | Лукас Годбод Чехія                                                | 1.47,97 SB |
| 1500 метрів                              | Міхал Розмис Польща                                          | 3.53,67    | Ян Фріс Чехія                                                  | 3.53,95    | Йоонас Рінне Фінляндія                                            | 3.54,02    |
| 5000 метрів                              | Йонас Раесс Швейцарія                                        | 14.03,10   | Янн Шрубб Франція                                              | 14.03,24   | Робін Гендрікс Бельгія                                            | 14.04,06   |
| 10000 метрів                             | Мокофане Кекана ПАР                                          | 29.29,43   | Хірокі Абе Японія                                              | 29.30,01   | Адріан Вільдшутт ПАР                                              | 29.36,39   |
| 110 метрів з бар'єрами                   | Габріел Константіну Бразилія                                 | 13,22 PB   | Вієм Белосян Франція                                           | 13,30 SB   | Сюнсуке Ідзумія Японія                                            | 13,49 PB   |
| 400 метрів з бар'єрами                   | Алісон Сантос Бразилія                                       | 48,57 SB   | Соквахана Зазіні ПАР                                           | 48,73 SB   | Патрик Добек Польща                                               | 48,99      |
| 3000 метрів з перешкодами                | Мунем Сассіві Марокко                                        | 8.30,24    | Рантсо Мокопане ПАР                                            | 8.30,37 PB | Ешлі Сміт ПАР                                                     | 8.33,60    |
| 4×100 метрів                             | ЯпоніяДайсуке Міямото Йосіхіро Сомея Дзюн Ямасіта Бруно Деде | 38,92      | КНРЦзян Цзехуа Цзян Геннань Ван Юй Сюань Дацзюнь               | 39,01      | Південна КореяКюх'єон Лі Сингван Ко Ільгван Мо Сіе Йоунь Мо       | 39,31      |
| 4×400 метрів                             | МексикаФернандо Фелікс Хосе Перес Едгар Ріос Валенте Фалькон | 3.02,89    | ПАРГардео Айзекс Захіті Нене Кефілве Могаване Соквахана Зазіні | 3.03,23    | ПольщаВіктор Сувара Даріуш Ковалюк Каєтан Душинський Патрик Добек | 3.03,35    |
| Ходьба 20 кілометрів                     | Кокі Ікеда Японія                                            | 1:22.49    | Кавано Масатора Японія                                         | 1:23.20    | Юта Кога Японія                                                   | 1:23.35    |
| Ходьба 20 кілометрів (командна першість) | ЯпоніяКокі Ікеда Кавано Масатора Юта Кога                    | 4:09.44    | Південна КореяЧо Хюнмьон Кім Мінью Кім Нак Гюн                 | 4:46.21    | не вручалась                                                      |            |
| Напівмарафон                             | Акіра Айдзава Японія                                         | 1:05.15    | Тайсей Накамура Японія                                         | 1:05.27    | Тацухіко Іто Японія                                               | 1:05.48    |
| Напівмарафон (командна першість)         | ЯпоніяАкіра Айдзава Тайсей Накамура Тацухіко Іто             | 3:16.30    | ТуреччинаСаффет Елкатміс Ферхат Бозкурт Ерсін Текал            | 3:24.47    | ДаніяЯкоб Сімонсен Фредерік Ернст Мартін Олесен                   | 3:30.29    |
| Стрибки у висоту                         | Тихомир Іванов БолгаріяАлперен Аджет Туреччина               | 2,21       | не вручалась                                                   |            | Андрюс Глебаускас Литва                                           | 2,21       |
| Стрибки з жердиною                       | Ернест Об'єна Філіппіни                                      | 5,76 PB    | Торбен Блех Німеччина                                          | 5,76 PB    | Бен Брудерс Бельгія                                               | 5,51       |
| Стрибки в довжину                        | Юкі Хасіока Японія                                           | 8,01       | Янн Рандріанасоло Франція                                      | 7,95       | Дарсі Ропер Австралія                                             | 7,90       |
| Потрійний стрибок                        | Назім Бабаєв Азербайджан                                     | 16,58      | Джан Озупек Туреччина                                          | 16,28      | Самуеле Черро Італія                                              | 16,25      |
| Штовхання ядра                           | Конрад Буковецький Польща                                    | 21,54 UR   | Ендрю Лісковіц США                                             | 20,49 PB   | Уз'єль Галарса Мексика                                            | 20,45      |
| Метання диска                            | Меттью Денні Австралія                                       | 65,27      | Алін Александру Фірфіріка Румунія                              | 63,74      | Геннінг Прюфер Німеччина                                          | 63,52 PB   |
| Метання молота                           | Озкан Балтаджі Туреччина                                     | 75,98 SB   | Сергій Регеда Україна                                          | 74,27      | Тейлор Кемпбелл Велика Британія                                   | 73,86 PB   |
| Метання списа                            | Адріан Мардаре Молдова                                       | 82,40      | Едіс Матесевічус Литва                                         | 80,07      | Ма Цюнь КНР                                                       | 79,62      |
| Десятиборство                            | Аарон Джеймс Бут Нова Зеландія                               | 7827 PB    | Александер Даймонд Австралія                                   | 7593 PB    | Суттісак Сінгкхон Таїланд                                         | 7511       |

### Жінки
| Дисципліни                               | Золото                                                                   | Золото     | Срібло                                                        | Срібло     | Бронза                                                                   | Бронза     |
| ---------------------------------------- | ------------------------------------------------------------------------ | ---------- | ------------------------------------------------------------- | ---------- | ------------------------------------------------------------------------ | ---------- |
| 100 метрів                               | Дуті Чанд Індія                                                          | 11,32      | Айла дель Понте Швейцарія                                     | 11,33      | Ліза Кває Німеччина                                                      | 11,39      |
| 200 метрів                               | Христина Тимановська Білорусь                                            | 23,00 PB   | Джессіка-Б'янка Вессоллі Німеччина                            | 23,05      | Ліза Кває Німеччина                                                      | 23,11 PB   |
| 400 метрів                               | Паола Еррехон Мексика                                                    | 51,52 SB   | Лені Шида Уганда                                              | 51,64 SB   | Амандін Броссьє Франція                                                  | 51,77 PB   |
| 800 метрів                               | Катріона Біссет Австралія                                                | 2.01,20    | Крістіна Герінг Німеччина                                     | 2.01,87    | Докус Аджок Уганда                                                       | 2.02,31 SB |
| 1500 метрів                              | Катеріна Гранц Німеччина                                                 | 4.09,14 SB | Джорджія Гріффіт Австралія                                    | 4.09,89    | Кортні Гафсміт Канада                                                    | 4.11,81 PB |
| 5000 метрів                              | Джессіка Джадд Велика Британія                                           | 15.45,82   | Ніколь Гатчинсон Канада                                       | 15.48,06   | Джулія ван Вельтговен Нідерланди                                         | 15.51,75   |
| 10000 метрів                             | Чжан Дешунь КНР                                                          | 34.03,31   | Ріно Госіма Японія                                            | 34.04,65   | Нацукі Секія Японія                                                      | 34.05,84   |
| 100 метрів з бар'єрами                   | Люміноза Бойльйоло Італія                                                | 12,79 PB   | Реєтта Гурске Фінляндія                                       | 13,02      | Коралі Комт Франція                                                      | 13,09 PB   |
| 400 метрів з бар'єрами                   | Айоміде Фолорунсо Італія                                                 | 54,75 SB   | Зеней ван дер Вальт ПАР                                       | 55,73 SB   | Амалі Юель Норвегія                                                      | 56,13      |
| 3000 метрів з перешкодами                | Алісья Конечек Польща                                                    | 9.41,46 SB | Белен Касетта Аргентина                                       | 9.43,05 SB | Месват Дагнав Ефіопія                                                    | 9.45,48 PB |
| 4×100 метрів                             | ШвейцаріяСаломе Кора Сара Атчо Айла Дель Понте Саманта Дагрі             | 43,72      | АвстраліяЕббі Таддео Нана Овусу-Афріє Райлі Дей Селесте Муччі | 43,97      | Нова ЗеландіяОлівія Ітон Зої Гоббс Джорджія Галлс Наташа Іді             | 44,24 PB   |
| 4×400 метрів                             | УкраїнаМарія Миколенко Анастасія Голєнєва Катерина Климюк Тетяна Мельник | 3.30,82    | МексикаФріда Родрігес Данія Рамос Роза Мартінес Паола Еррехон | 3.32,63    | АвстраліяЖенев'єв Кові Морган Мітчелл Джессі Стаффорд Габріелла О'Грейді | 3.34,01    |
| Ходьба 20 кілометрів                     | Кеті Гейворд Австралія                                                   | 1:33.30    | Джемайма Монтаг Австралія                                     | 1:33.57    | Анежка Драготова Чехія                                                   | 1:35.44    |
| Ходьба 20 кілометрів (командна першість) | АвстраліяКеті Гейворд Джемайма Монтаг Філіппа Г'юз                       | 4:51.36    | УкраїнаОлена Собчук Марія Філюк Валентина Мирончук            | 4:58.02    | КНРВан На Лю Юй Су Веньсю                                                | 4:59.53    |
| Напівмарафон                             | Юка Судзукі Японія                                                       | 1:14.10    | Ріка Каседа Японія                                            | 1:14.22    | Юкі Тагава Японія                                                        | 1:14.36    |
| Напівмарафон (командна першість)         | ЯпоніяЮка Судзукі Ріка Каседа Юкі Тагава                                 | 3:43.18    | КНРЛі Джисюань Чжан Дешунь Цзінь Мінмін                       | 3:52.40    | ПАРТайлер Белінг Лесего Мпше Рейчел Лейстра                              | 4:19.15    |
| Стрибки у висоту                         | Юлія Чумаченко Україна                                                   | 1,94 PB    | Ірина Геращенко Україна                                       | 1,91       | Імке Оннен Німеччина                                                     | 1,91       |
| Стрибки з жердиною                       | Роберта Бруні Італія                                                     | 4,46 SB    | Рейчел Бакстер США                                            | 4,41       | Бріджет Гай США                                                          | 4,31       |
| Стрибки в довжину                        | Марина Бех-Романчук Україна                                              | 6,84       | Евелізе Тавареш да Вейга Португалія                           | 6,61       | Флорентіна Юско Румунія                                                  | 6,55       |
| Потрійний стрибок                        | Евелізе Тавареш да Вейга Португалія                                      | 13,81      | Нея Філіпіч Словенія                                          | 13,73      | Лі Ін КНР                                                                | 13,66      |
| Штовхання ядра                           | Сара Міттон Канада                                                       | 18,31      | Поршес Воррен Тринідад і Тобаго                               | 17,82      | Клаудія Кардаш Польща                                                    | 17,65      |
| Метання диска                            | Дейзі Осакуе Італія                                                      | 61,69 PB   | Клаудіне Віта Німеччина                                       | 61,52      | Єва Заранкайте Литва                                                     | 56,75 SB   |
| Метання молота                           | Ірина Климець Україна                                                    | 71,25      | Мальвіна Копрон Польща                                        | 70,89      | Катаржина Фурманек Польща                                                | 69,68 PB   |
| Метання списа                            | Лівета Ясюнайте Литва                                                    | 60,36      | Кітаґуті Харука Японія                                        | 60,15      | Еда Тугсуз Туреччина                                                     | 59,75      |
| Семиборство                              | Мія Сіллманн Фінляндія                                                   | 6209 PB    | Марте Коала Буркіна-Фасо                                      | 6121       | Каролін Анью Швейцарія                                                   | 5844       |

## Медальний залік
| Місце               | Країна              | Золото | Срібло | Бронза | Загалом |
| ------------------- | ------------------- | ------ | ------ | ------ | ------- |
| 1                   | Японія              | 8      | 6      | 5      | 19      |
| 2                   | Австралія           | 4      | 4      | 2      | 10      |
| 3                   | Україна             | 4      | 3      | 0      | 7       |
| 4                   | Бразилія            | 4      | 1      | 2      | 7       |
| 5                   | Італія              | 4      | 0      | 0      | 4       |
| 6                   | Польща              | 3      | 1      | 4      | 8       |
| 7                   | Мексика             | 3      | 1      | 1      | 5       |
| 8                   | Швейцарія           | 2      | 1      | 1      | 4       |
| 9                   | ПАР                 | 1      | 6      | 4      | 11      |
| 10                  | Німеччина           | 1      | 4      | 4      | 9       |
| 11                  | КНР                 | 1      | 2      | 3      | 6       |
| 12                  | Туреччина           | 1      | 2      | 1      | 4       |
| 13                  | Литва               | 1      | 1      | 2      | 4       |
| 14                  | Канада              | 1      | 1      | 1      | 3       |
| 14                  | Фінляндія           | 1      | 1      | 1      | 3       |
| 16                  | Марокко             | 1      | 1      | 0      | 2       |
| 16                  | Португалія          | 1      | 1      | 0      | 2       |
| 18                  | Велика Британія     | 1      | 0      | 1      | 2       |
| 18                  | Нова Зеландія       | 1      | 0      | 1      | 2       |
| 20                  | Індія               | 1      | 0      | 0      | 1       |
| 20                  | Азербайджан         | 1      | 0      | 0      | 1       |
| 20                  | Алжир               | 1      | 0      | 0      | 1       |
| 20                  | Болгарія            | 1      | 0      | 0      | 1       |
| 20                  | Білорусь            | 1      | 0      | 0      | 1       |
| 20                  | Молдова             | 1      | 0      | 0      | 1       |
| 20                  | Філіппіни           | 1      | 0      | 0      | 1       |
| 27                  | Франція             | 0      | 3      | 2      | 5       |
| 28                  | США                 | 0      | 2      | 1      | 3       |
| 29                  | Чехія               | 0      | 1      | 2      | 3       |
| 30                  | Південна Корея      | 0      | 1      | 1      | 2       |
| 30                  | Румунія             | 0      | 1      | 1      | 2       |
| 30                  | Уганда              | 0      | 1      | 1      | 2       |
| 33                  | Аргентина           | 0      | 1      | 0      | 1       |
| 33                  | Буркіна-Фасо        | 0      | 1      | 0      | 1       |
| 33                  | Казахстан           | 0      | 1      | 0      | 1       |
| 33                  | Словенія            | 0      | 1      | 0      | 1       |
| 33                  | Тринідад і Тобаго   | 0      | 1      | 0      | 1       |
| 38                  | Бельгія             | 0      | 0      | 2      | 2       |
| 39                  | Ірландія            | 0      | 0      | 1      | 1       |
| 39                  | Данія               | 0      | 0      | 1      | 1       |
| 39                  | Ефіопія             | 0      | 0      | 1      | 1       |
| 39                  | Норвегія            | 0      | 0      | 1      | 1       |
| 39                  | Нідерланди          | 0      | 0      | 1      | 1       |
| 39                  | Таїланд             | 0      | 0      | 1      | 1       |
| Загалом (44 збірні) | Загалом (44 збірні) | 50     | 50     | 49     | 149     |

## Виступ українців
Склад збірної України для участі в змаганнях був затверджений виконавчим комітетом ФЛАУ.
| Чоловіки (8) | Чоловіки (8)      | Чоловіки (8) | Чоловіки (8)     |
| Місце        | Атлет             | Дисципліна   | Результат        |
| ------------ | ----------------- | ------------ | ---------------- |
| 2            | Сергій Регеда     | молот        | 74,27            |
|              | Данило Даниленко  | 400 м        | 46,23 (46,09)[a] |
|              | Вадим Кравчук     | висота       | 2,18 (2,20)      |
|              | Віктор Лонський   | висота       | 2,05 (2,15)      |
|              | Ярослав Ісаченков | довжина      | 7,49 (7,61)      |
| заб          | Олексій Поздняков | 200 м        | 21,67            |
| заб          | Олексій Поздняков | 400 м        | 47,98            |
| кв           | Владислав Мазур   | довжина      | 7,50             |
| кв           | Роман Кокошко     | ядро         | 17,49            |

| Жінки (16) | Жінки (16)                                                        | Жінки (16)              | Жінки (16)    |
| Місце      | Атлетка                                                           | Дисципліна              | Результат     |
| ---------- | ----------------------------------------------------------------- | ----------------------- | ------------- |
| 1          | Марія Миколенко Анастасія Голєнєва Катерина Климюк Тетяна Мельник | 4×400 м                 | 3.30,32       |
| 1          | Юлія Чумаченко                                                    | висота                  | 1,94          |
| 1          | Марина Бех-Романчук                                               | довжина                 | 6,84          |
| 1          | Ірина Климець                                                     | молот                   | 71,25         |
| 2          | Олена Собчук Марія Філюк Валентина Мирончук                       | ходьба 20 км (командна) | 4:58.02       |
| 2          | Ірина Геращенко                                                   | висота                  | 1,91          |
|            | Тетяна Мельник                                                    | 400 м                   | 52,02 (51,95) |
|            | Марія Миколенко                                                   | 400 м з/б               | 56,55 (56,40) |
|            | Ганна Красуцька                                                   | потрійний               | 13,56 (13,68) |
|            | Ганна Чубковцова                                                  | 100 м з/б               | 13,47 (13,41) |
|            | Олена Собчук                                                      | ходьба 20 км            | 1:38.40       |
|            | Марія Філюк                                                       | ходьба 20 км            | 1:38.48       |
|            | Катерина Климюк                                                   | 400 м                   | 52,82 (51,97) |
|            | Валентина Мирончук                                                | ходьба 20 км            | 1:40.34       |
| пф         | Наталія Юрчук                                                     | 100 м з/б               | 13,55 (13,40) |
| кв         | Анастасія Черемісіна                                              | довжина                 | 6,10          |
|            | Ольга Корсун                                                      | потрійний               | DQ[b]         |

a  У дужках вказаний більш високий результат, що був показаний на попередній стадії змагань (у забігу чи кваліфікації).

b  Ольга Корсун виграла змагання з потрійного стрибку, проте була позбавлена золотої медалі внаслідок порушення нею антидопінгових правил.